# Кожбана
Кожбана (словен. Kožbana, итал. Cosbana) је насељено место у општини Брда, Горишка регија, Словенија.

## Историја
До територијалне реорганизације у Словенији била је у саставу старе општине Нова Горица.

## Становништво
У попису становништва из 2011. године, Кожбана је имала 39 становника.
| Број становника према пописима | Број становника према пописима | Број становника према пописима |
| ------------------------------ | ------------------------------ | ------------------------------ |
| 1991                           | 2002                           | 2011                           |
| 36                             | 35                             | 39                             |